# Deron Winn
Deron Andrew Winn (13 de junio de 1989, Liberty, Misuri, Estados Unidos) es un artista marcial mixto y luchador de estilo libre estadounidense. Como artista marcial mixto, actualmente está firmado con Ultimate Fighting Championship (UFC), luchando en su división de peso medio. Profesional desde 2017, también ha competido en Bellator MMA.

## Antecedentes y carrera de lucha libre
Winn nació y creció en Liberty, Misuri. Comenzó a luchar en la Escuela Secundaria Liberty, donde se convirtió en tres veces campeón estatal de la MSHSAA y compiló un récord de 163-6.
Después del instituto, Winn asistió al St. Louis Community College, donde ganó el campeonato de la NJCAA y obtuvo el premio al luchador más destacado de la NJCAA como estudiante de primer año. En su segundo año, fue galardonado con el estatus de All-American.
Tras su carrera en el St. Louis Community College, en su último año se trasladó al programa de lucha de la Universidad de Lindenwood, donde obtuvo los honores de All-American de la NAIA al participar en los Campeonatos de Lucha de la NAIA, en los que quedó tercero.
Después de su exitosa carrera universitaria, se centró en la lucha libre, donde compitió a nivel nacional e internacional, recopilando victorias sobre luchadores notables como J'den Cox y Pat Downey y también se colocó en competiciones como el Open de Estados Unidos, los Campeonatos Panamericanos y las Pruebas del Equipo Mundial de Estados Unidos. Después de más de dos años desde su último enfrentamiento de lucha, Winn luchó contra el muy consumado en la lucha colegial Kollin Moore el 30 de agosto de 2020 en el Wrestling Underground I de Chael Sonnen. Perdió el combate por decisión.

## Carrera en las artes marciales mixtas

### Carrera temprana
Después de no conseguir entrar en el equipo de lucha de los Juegos Olímpicos de Río de Janeiro 2016, Winn se trasladó a California en 2016 para seguir entrenando artes marciales mixtas. Comenzó su carrera profesional en 2017 y luchó bajo varias promociones, sobre todo Bellator MMA. Acumuló un récord invicto de 5-0 con todas sus victorias, excepto una, que terminaron por nocaut en el primer asalto. El 20 de diciembre de 2018 se anunció que Winn había firmado con la UFC.

### Ultimate Fighting Championship
Winn estaba programado para hacer su debut promocional contra Markus Perez el 22 de junio de 2019 en UFC Fight Night: Moicano vs. Korean Zombie. Sin embargo, el 9 de mayo se informó de que Perez se había retirado del combate alegando una lesión y fue sustituido por Bruno Silva. El 16 de junio, se informó de que Silva se vio obligado a retirarse del concurso debido a una posible infracción antidopaje por parte de la USADA y fue sustituido por el veterano Eric Spicely que regresaba. Ganó el combate por decisión unánime. Esta victoria le valió el premio a la Pelea de la Noche.
Winn se enfrentó a Darren Stewart el 18 de octubre de 2019 en UFC on ESPN: Reyes vs. Weidman. En el pesaje, Winn pesó 188.5 libras, 2.5 libras por encima del límite del combate de peso medio sin título de 186. El combate se celebró en el peso acordado y se le impuso una multa del 20% de su bolsa, que fue a parar a su oponente. Perdió el combate por decisión dividida.
Winn se enfrentó a Gerald Meerschaert el 7 de marzo de 2020 en UFC 248. Perdió el combate por sumisión en el tercer asalto. Winn fue suspendido durante nueve meses y multado con $1800 dólares de su bolsa por la Comisión Atlética del Estado de Nevada el 3 de septiembre de 2020 tras dar positivo por anfetaminas. La suspensión fue retroactiva al 7 de marzo de 2020 y volvió a ser elegible para competir el 7 de diciembre de 2020.
Winn estaba programado para enfrentarse a Antônio Braga Neto el 19 de diciembre de 2020 en UFC Fight Night: Thompson vs. Neal. Sin embargo, Braga Neto fue retirado del concurso por razones no reveladas y sustituido por Antônio Arroyo. Ganó el combate por decisión unánime.
Winn estaba programado para enfrentarse a Phil Hawes en UFC on ESPN: Makhachev vs. Moisés el 17 de julio de 2021. Sin embargo, Winn se vio obligado a retirarse del evento, citando una costilla separada y un cartílago roto, y el combate fue reprogramado en UFC Fight Night: Dern vs. Rodriguez el 9 de octubre de 2021.

## Vida personal
Winn mantiene una relación con la también artista marcial mixta Mallory Martin.
Ha hablado abiertamente de la falta de hogar y el alcoholismo de su difunto padre, y de la adicción a las drogas de sus hermanos.

## Campeonatos y logros

### Artes marciales mixtas
- Ultimate Fighting Championship
  - Pelea de la Noche (una vez) vs. Eric Spicely[23]

### Lucha de Estilo Libre[8][36][37]
- United World Wrestling
  - Medalla de plata en Estilo Libre Mayor de Bill Ferrell de 2018
  - Medallista de plata del Memorial 2016 del Abierto Internacional Mayor de Estilo Libre
  - Medalla de bronce en Estilo Libre Mayor en el Memorial Abierto de Ucrania 2016
  - Medalla de bronce en Estilo Libre Mayor en el Campeonato Panamericano de 2014
  - Medalla de plata en el Abierto Internacional en Memoria de Dave Schultz de Estilo Libre Mayor 2014
  - Medalla de plata en Estilo Libre Mayorr del Abierto Internacional Bill Farrell 2014
  - Medalla de Bronce en el Abierto Internacional de Cerro Pelado de Estilo Libre Mayor 2013
- USA Wrestling
  - Medalla de plata en el torneo World Team Trials Challenge de estilo libre mayor 2018
  - 4.º puesto en el Abierto Mayor de Estilo Libre 2018
  - 4º puesto en el Abierto Mayor de Estilo Libre 2015
  - 4.º puesto en el Abierto Mayor de Estilo Libre 2014
  - 2014 U.S. World Team Trials 4.º puesto en el Abierto Mayor de Estilo Libre 2014

### Lucha folclórica
- National Association of Intercollegiate Athletics
  - Tercer puesto de la NAIA en 197 libras por la Universidad de Lindenwood (2011)[12]
  - All-American de la NAIA por la Universidad de Lindenwood (2011)[11]

- National Junior College Athletic Association
  - Campeonato Nacional de 184 libras de NJCAA, procedente del Colegio Comunitario St. Louis (2008, 2010)[9]
  - NJCAA All-American del St. Louis Community College (2008, 2010)[10]
  - Luchador más destacado de la NJCAA por el St. Louis Community College (2008)[9]
- Missouri State High School Activities Association[38][39][40][41]
  - Campeonato estatal de la MSHSAA de la Escuela Secundaria Liberty (2005, 2006, 2007)
  - MSHSAA All-State fuera de la Escuela Secundaria Liberty (2004, 2005, 2006, 2007)

## Récord en artes marciales mixtas
| Resultado | Récord | Oponente           | Método                                 | Evento                                     | Fecha                    | Ronda | Tiempo | Localización                 | Notas                                                             |
| --------- | ------ | ------------------ | -------------------------------------- | ------------------------------------------ | ------------------------ | ----- | ------ | ---------------------------- | ----------------------------------------------------------------- |
| Victoria  | 7-2    | Antônio Arroyo     | Decisión (unánime)                     | UFC Fight Night: Thompson vs. Neal         | 19 de diciembre de 2020  | 3     | 5:00   | Las Vegas, Nevada            | Combate de peso acordado (195 libras).                            |
| Derrota   | 6-2    | Gerald Meerschaert | Sumisión (estrangulamiento por detrás) | UFC 248                                    | 7 de marzo de 2020       | 3     | 2:13   | Las Vegas, Nevada            | Winn dio positivo en anfetaminas.                                 |
| Derrota   | 6-1    | Darren Stewart     | Decisión (dividida)                    | UFC on ESPN: Reyes vs. Weidman             | 18 de octubre de 2019    | 3     | 5:00   | Boston, Massachusetts        | Combate de peso acordado (188.5 libras); Winn no alcanzó el peso. |
| Victoria  | 6-0    | Eric Spicely       | Decisión (unánime)                     | UFC Fight Night: Moicano vs. Korean Zombie | 22 de junio de 2019      | 3     | 5:00   | Greenville, Carolina del Sur | Debut en el peso medio. Pelea de la Noche.                        |
| Victoria  | 5-0    | Tom Lawlor         | Decisión (unánime)                     | Golden Boy Promotions: Liddell vs. Ortiz 3 | 24 de noviembre de 2018  | 3     | 5:00   | Inglewood, California        |                                                                   |
| Victoria  | 4-0    | Ahmed White        | TKO (puñetazos)                        | Bellator 199                               | 12 de mayo de 2018       | 1     | 2:32   | San José, California         |                                                                   |
| Victoria  | 3-0    | Cody Sons          | TKO (puñetazos)                        | URCC 32 Fury: Battle of the Islands        | 30 de septiembre de 2017 | 1     | 1:57   | San Mateo, California        |                                                                   |
| Victoria  | 2-0    | Deven Fisher       | TKO (puñetazos)                        | LFA Fight Night 1                          | 5 de mayo de 2017        | 1     | 1:40   | Sioux Falls, Dakota del Sur  | Combate de peso acordado (190 libras).                            |
| Victoria  | 1-0    | Mike Morales       | TKO (puñetazos)                        | Conquer Fighting Championship 3            | 18 de marzo de 2017      | 1     | 0:28   | Richmond, California         | Debut en el peso semipesado.                                      |